# Martin Barner

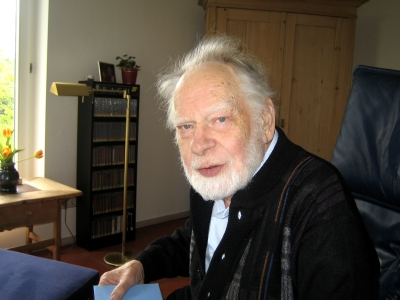
Martin Barner op zijn 85ste verjaardag in Königsfeld im Schwarzwald

Martin Barner (Villingen, 19 april 1921 - 31 juli 2020) was een Duits wiskundige, die zich vooral met de differentiaalmeetkunde en de analyse heeft beziggehouden.
Barner promoveerde in 1950 bij Gerrit Bol aan de Universiteit van Freiburg (op een onderwerp uit de projectieve differentiaalmeetkunde van paren van krommen). Hij was vanaf 1957 hoogleraar in Karlsruhe en vanaf 1962 aan zijn Alma Mater in Freiburg, waar hij in 1989 met emeritaat ging. 
Van 1963 tot 1994 was hij meer dan dertig jaar directeur van de Wiskundig Onderzoeksinstituut van Oberwolfach. Van 1968 tot 1977 was hij voorzitter van de Deutsche Mathematiker-Vereinigung (DMV). In 1993 werd hij voor zijn verdiensten als langjarige directeur van het Onderzoeksinstituut van Oberwolfach erelid van de DMV.

## Werken
- met Friedrich Flohr: Analysis, 2 delen, de Gruyter, Berlijn 1974, deel 1, 5e druk: ISBN 3-11-016778-6; deel 2, 3e druk: ISBN 3-11-015034-4
(omvangrijk deel van het deel Analysis I online bij Google Books: Analysis I, 5e druk)